# Būndu
Būndu är en ort i Indien.   Den ligger i distriktet Rānchī och delstaten Jharkhand, i den östra delen av landet, 1 000 km sydost om huvudstaden New Delhi. Būndu ligger 327 meter över havet och antalet invånare är 19 467.
Terrängen runt Būndu är platt österut, men västerut är den kuperad. Runt Būndu är det tätbefolkat, med 319 invånare per kvadratkilometer. Trakten runt Būndu består till största delen av jordbruksmark.